# Грипич Лідія Леонтіївна
Лідія Леонтіївна Баклаженко, у шлюбі Грипич (нар. 4 листопада 1925, м. Черкаси, Україна — 25 квітня 1983, м. Запоріжжя, Україна) — українська акторка. Заслужена артистка УРСР (1979).

## Життєпис
Закінчила Харківський театральний інститут (нині університет мистецтв). 
З 1957 по 1962 роки — акторка Тернопільського обласного музично-драматичного театру (нині академічний обласний драматичний театр).
Була одружена з українським театральним режисером Володимиром Грипичем

## Ролі
- Королева Марія («Марія Тюдор» Віктора Гюго);
- Барбара («Наливайко» Володимира Грипича та В. Серпкова за Іваном Ле) та інші.